# 카림 툴라가노프
카림 알리샤노비치 툴라가노프(우즈베크어: Karim Alimshanovich Toʻlaganov 카림 알리샤노비치 톨라가노프, 러시아어: Кари́м Алимша́нович Тулага́нов, 1973년 8월 27일~)는 우즈베키스탄의 전직 권투 선수이다. 1996년 하계 올림픽 남자 라이트미들급에서 동메달을 획득했으며 아시아 선수권 대회에서 동메달 1개를 획득했다.